# مشاري بن سعود الكبير
مشاري بن سعود بن عبد العزيز بن محمد آل سعود هو أخو عبد الله بن سعود آخر حكام الدولة السعودية الأولى.
كان مشاري بن سعود أحد اللذين تم أسرهم عَقِب سقوط الدولة السعودية الأولى في عام 1234 هـ، ولكنه تمكّن من الإفلات من حرّاس القافلة، فعاد إلى نجد وجمع أنصار آل سعود ثم اتجه إلى الدرعية فدخلها، عندها تنازل له محمد بن مشاري بن معمر أمير الدرعية حينها، ولكن من غير قناعة. تمت مبايعته بالحكم سنة 1235 هـ الموافقة لسنة 1820، وعيّن تركي بن عبد الله أميراً على الرياض الذي أصبح لاحقاً مؤسس الدولة السعودية الثانية. تم تسليم مشاري بن سعود للعثمانيين من قِبَل أنصار ابن معمر، فتم وضعه في السجن إلى أن مات هناك سنة 1235 هـ (1820م).